# Neutralización (fonética)
En fonología la neutralización consiste en la eliminación de la oposición (diferencia) entre dos fonemas en un determinado contexto, de manera que fonéticamente suenen igual, aunque se trate de la realización de dos fonemas distintos. 
En alemán, por ejemplo, la distinción que existe entre los pares mínimos /t/-/d/, /k/ -/g/ o /p/-/b/, distinción basada en el rasgo [±sonoro] desaparece en posición final de palabra. En esa posición no resulta sencillo decidirse entre dos representaciones fonológicas subyacentes. Así, Rad, 'bici' y Rat, 'consejo' se pronuncian igual [raːt], no siendo posible distinguir entre si la representación subyacente de cada una de ellas debe ser /rad/ o /rat/, y se postula un archifonema /T/ que solo aparecería en posiciones neutralizadas, en términos de los cuales la representación fonológica de ambas palabras sería /raT/. 

## Archifonema
En ciertos modelos de teoría fonológica, en los contextos donde aparece neutralización de dos o más fonemas se recurre a postular archifonemas. Dicho término fue introducido por Trubetzkoy de la escuela de Praga. Un archifonema /F/ es de hecho una entidad fonológica asociada a un conjunto de fonemas /f1, f2, ...,fn/ tales que contexto fonológico C (por ejemplo a final de sílaba o ante cierta consonante) se "neutralizan" y se realizan mediante el mismo alófono.
Los archifonemas se suelen denotar por una letra mayúscula, y son entidades fonológicas de distribución restringida ya que solo aparecen en ciertos contextos particulares, no en cualquier posición. En lingüística moderna el término ha perdido algo de importancia ya que realmente los fonemas tal como son entendidos actualmente son realidades tan abstractas como el concepto original de archifonema en Trubetzkoy. Otro modo intuitivo de concebir un archifonema es como una etiqueta para un conjunto de fonemas. Los archifonemas aparecen también en las reconstrucciones por ejemplo para el proto-algonquino se reconstruyen /*ʔ,*x,*ç/ que son las neutralizaciones de otras consonantes ante otras oclusivas.
Volviendo al ejemplo ilustrativo del alemán Rat-Rad, ciertas teorías fonológicas rechazarían que ahí exista un archifonema puesto que al formar el caso genitivo se tiene el par Rades-Rates que fonológicamente pueden ser representados como /radəs/-/ratəs/ e introduciendo la hipótesis de que la formación de ese genitivo no altera la representación fonológica de la raíz entonces en esas teorías fonológicas habríamos tenido desde el principio /rad/-/rat/ ambos pronunciados [raːt].
- Datos: Q1412778